# Calamaria griswoldi
Calamaria griswoldi là một loài rắn trong họ Rắn nước Colubridae. Thường được gọi là rắn sậy lùn hoặc rắn sậy lót 

## Từ nguyên học
Loài này được Loveridge mô tả khoa học đầu tiên năm 1938.

## Phạm vi địa lý
C. griswoldi được tìm thấy ở Malaysia.

## Mô tả
C. griswoldi là một loài nhỏ. Tổng chiều dài tối đa (bao gồm cả đuôi) là 49 cm (19 in).

## Sinh sản
C. griswoldi là loài đẻ trứng.